# Babiná
Babiná (1278 m) – najwyższy szczyt w grupie Knoli w Górach Wołowskich w łańcuchu Rudaw Słowackich we wschodniej Słowacji. Leży w południowej części grupy, już na południe od doliny Hnilca, niespełna 1,5 km na północ od głównego grzbietu Rudaw.

## Ukształtowanie
Rozłożysty masyw ma kształt trójramiennego rozrogu, którego dwa potężne ramiona opadają krótko na północny zachód i północny wschód, ku dolinie Hnilca. Rozdziela je płytka dolina Demjanka. Trzecie ramię biegnie przez szczyty Smrečinka (1266 m) i Stromiš (1173 m) na południe i po 10 km kończy się szczytem Lučice (827 m) nad doliną Slanej między miejscowościami Nižná Slaná i Gemerská Poloma. Od siodła przed szczytem Smrečinka w kierunku południowo-wschodnim formuje się grzbiet, którym przez przełęcz Súľová masyw Babinej łączy się z Grupą Złotego Stołu. Z kolei przed szczytem Stromiš ku zachodowi odgałęzia się mało wyraźny grzbiet biegnący ku przełęczy Dobšinský vrch.

## Turystyka
Przez szczyt Babinej biegnie żółto znakowany szlak turystyczny z doliny Slanej (Dobšinská píla) do doliny Hnilca (przystanek kolejowy Sykavka).